# Laurin & Klement Typ 1

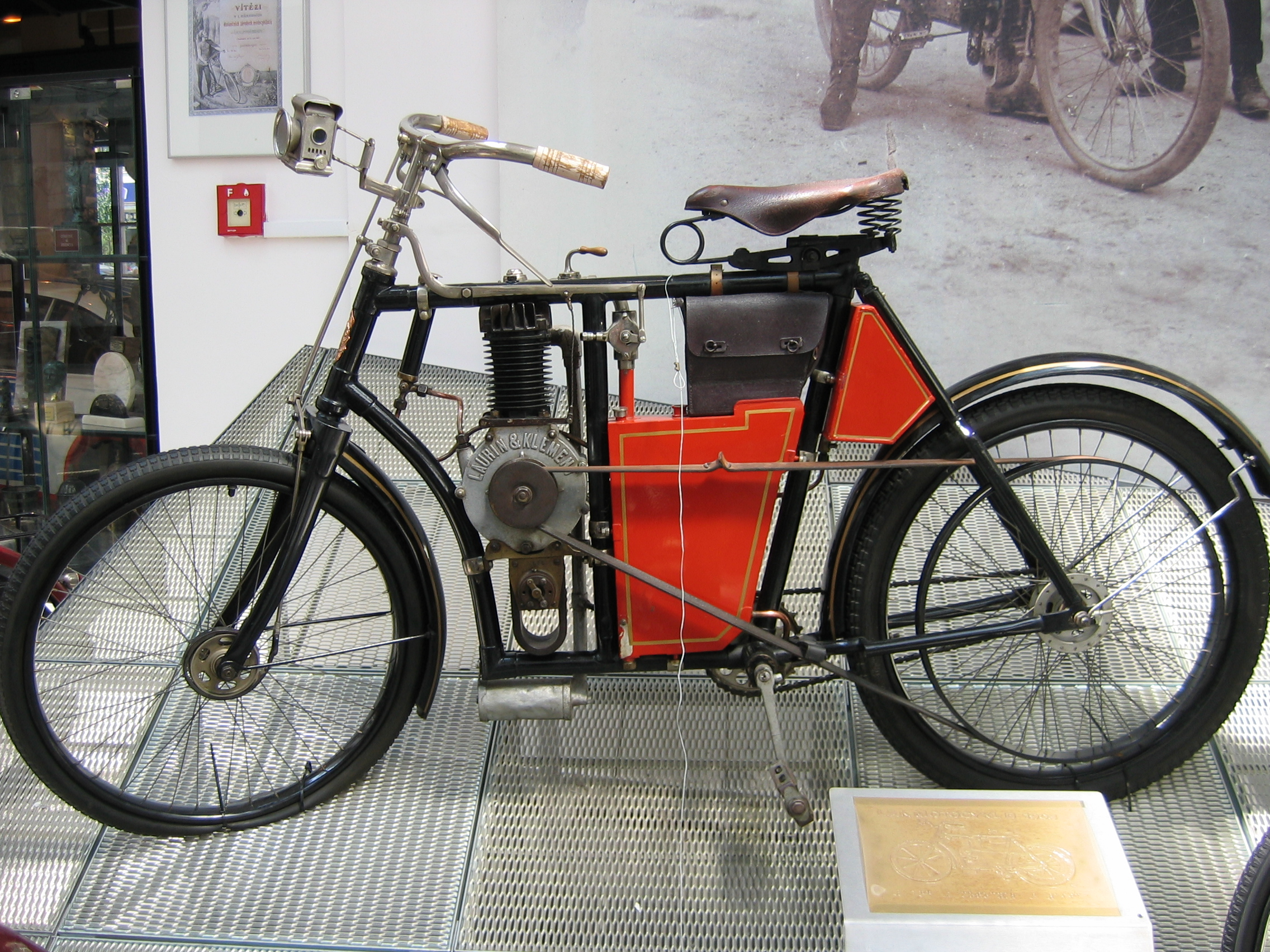
Laurin & Klement Typ 1 ¾

Laurin & Klement Typ 1 (auch Republic genannt) war das erste österreichische Motorrad. Die ersten in Serie gefertigten Maschinen des Herstellers Laurin & Klement aus Jungbunzlau (heute Mladá Boleslav) vom Typ 1 ¼ und Typ 1 ¾ wurden am 11. November 1899 der Presse vorgestellt. Sie genossen einen Ruf als „Mercedes unter den Motor-Zweirädern“.

## Entwicklung und Technik
Ab dem Jahre 1897 waren die Motorfahrzeuge von De Dion-Bouton und der Gebrüder Werner sehr verbreitet. Klement reiste nach Paris, um an Ort und Stelle die Produkte zu studieren; er erwarb ein Werner-Zweirad, um es zu testen. Die Verbesserungen, die Laurin & Klement vornahmen – Umstellung von Vorder- auf Hinterradantrieb mit Lederriemen, Motor nicht am Lenkkopf, sondern im Rahmen integriert –, wurden von den Gebrüdern Werner beim Nachfolgemodell (1901) übernommen.
Der Typ 1 ¼ hatte einen 184 cm³ Hubraum (60 mm Bohrung, 65 mm Hub) großen luftgekühlten Einzylindermotor. Die Typbezeichnung war auch die Leistungsangabe (1,25 PS). Der Typ 1 ¾ hatte einen 211 cm³ Motor (62 mm Bohrung, 70 mm Hub) und leistete 1,75 PS. Die nachgebauten Werner-Motoren mit gesteuertem Auslassventil und automatischem Einlassventil wurden mit elektrischer Abrisszündung versehen und erreichten eine Drehzahl von 1200 min−1
Am 10. Mai 1901 führte Václav Klement den Typ 1 ¾ auf der Radrennbahn im Prater vor. Im selben Jahr wurde das Motorrad auf der Zweiten Internationalen Automobil-Ausstellung Wien mit der Bronzenen Staatsmedaille prämiert. Beim Rennen Paris–Wien 1902 konnten die Motorräder Laurin & Klement Typ 1 Republic „einen glänzenden Beweis ihrer Leistungsfähigkeit auf der Straße“ ablegen.
Mit Weiterentwicklung und Verkauf ging es nach der Jahrhundertwende rasch aufwärts. Insbesondere erfolgreiche Motorradrennen trugen zum Erfolg von Laurin & Klement bei. Bis 1914 produzierte man etwa 3000 Motorräder.